# Naturschutzgebiet Langscheider Mark
Koordinaten: 51° 20′ 23″ N, 7° 55′ 55″ O
Das Naturschutzgebiet Langscheider Mark mit 148,1 ha Flächengröße liegt südwestlich von Langscheid im Stadtgebiet von Sundern und im Hochsauerlandkreis. Das Gebiet wurde 2019 mit dem Landschaftsplan Sundern durch den Kreistag des Hochsauerlandkreises als Naturschutzgebiet (NSG) ausgewiesen. Vorher war das Gebiet ab 1993 als Teil vom Landschaftsschutzgebiet Sundern ausgewiesen. Das NSG geht im Süden bis an die L 687. Jenseits der L 687 liegen Campingplätze und der Sorpesee. Im Westen geht es bis zur Stadt- und Kreisgrenze. Das NSG ist meist umgeben von Fichtenwäldern im Landschaftsschutzgebiet Sundern.

## Beschreibung

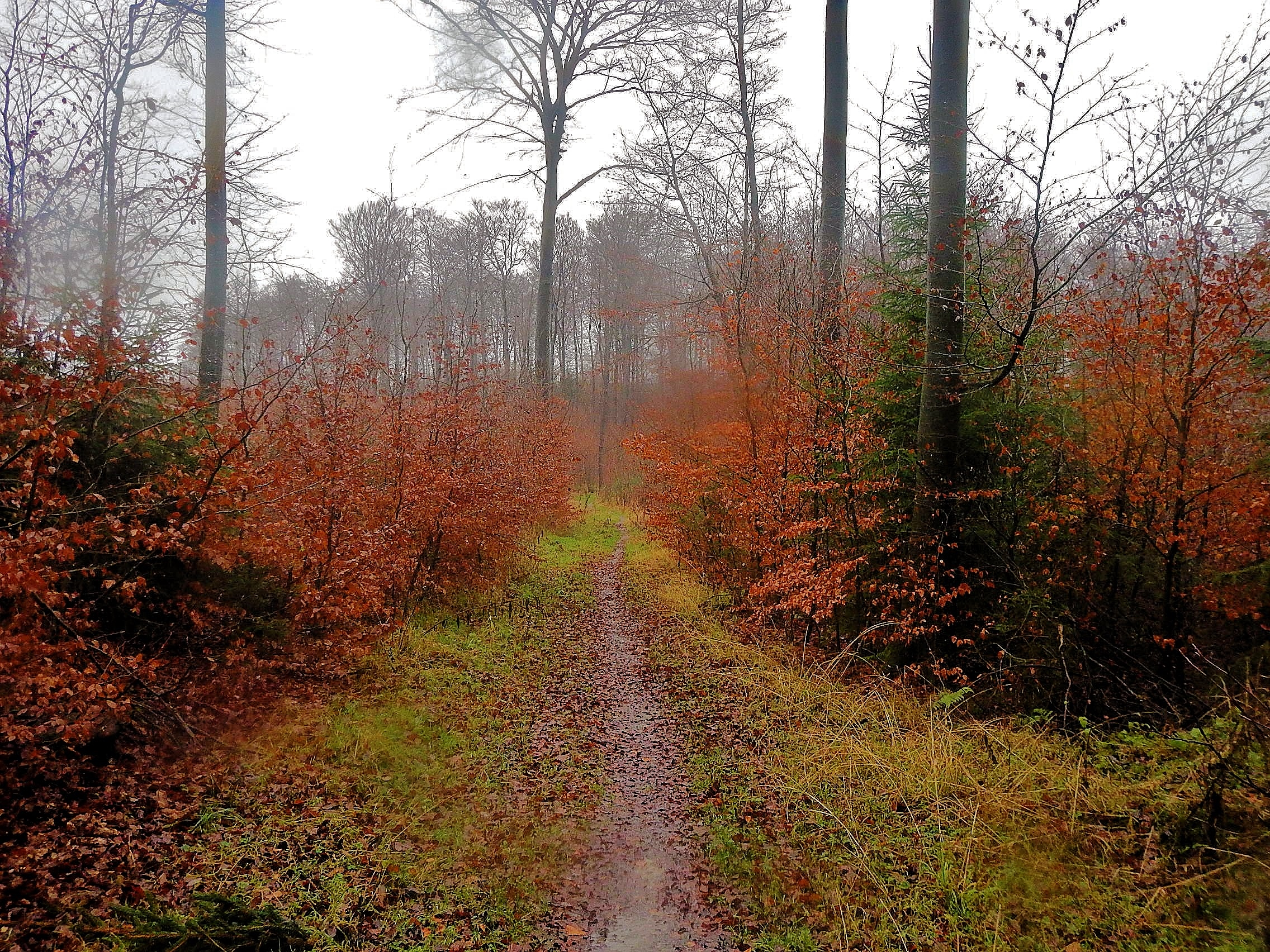
Wanderweg durch die Langscheider Mark

Beim NSG handelt es sich um naturnahe Hainsimsen-Buchenwälder heterogener Altersstruktur. Die Buchenwälder sind überwiegend als Hallenwälder mit spärlicher Krautschicht und in weiten Teilen ohne nennenswerte Strauchschicht ausgeprägt. Vor allem im Norden sind sie vielfach struktur-, alt- und totholzreich, gruppen- oder einzelstammweise sind hier weitere Baumarten beigemischt. Meist sind Eichen, aber auch Fichten, Lärchen und andere Baumarten beigemischt. In diesem nördlichen Gebietsteil finden sich auch Höhlenbäume und vereinzelt auch stehendes Totholz. Im Norden können die Buchen und Eichen bis zu 180 Jahre alt sein, im Süden sind sie mit bis zu 120 Jahren etwas jünger. Mitunter ist im ganzen NSG eine truppweise Buchen-Naturverjüngung zu beobachten. Stellenweise ist auch Naturverjüngung von Bergahorn und Eschene zu sehen. Besonders in Randbereichen des Schutzgebietes findet sich aber auch ein erheblicher Fichtenanflug.
Im gesamten Gebiet befinden sich kleine, naturnahe Sickerquellen und Quellbäche. An den Bächen stehen teilweise einzelne Erlen. Im Norden fließen sie in kleinen Siepentälchen überwiegend zum Melscheder Mühlenbach und im Süden zum Sorpesee. Teilweise versickern die Rinnsale auch nach nur wenigen Metern wieder im Waldboden. Das größere, namenlose bewaldete Siepental im Bereich der südlichen Ostgrenze des Gebietes erstreckt sich über eine Länge von knapp 900 m aus der Hochfläche der Langscheider Mark in südöstliche Richtung und mündet von Nordwesten in eine Seitenbucht des Sorpesees. Die Bachaue wird auf beiden Seiten von Forstwegen begrenzt, an die sich Nadelholzforste bzw. junge Laubholzforste anschließen. Die schmale Bachaue des Siepentales zeichnet sich durch einen naturnahen Bachlauf sowie entsprechende bachbegleitende quellig-durchsickerte Erlenwälder aus. Stellenweise fallen darin kleine Torfmoospolster auf. Eine Besonderheit sind die zahlreichen sehr alten Erlenüberhälter des Bestandes. Den Auenwaldbereichen sind v. a. in Randbereichen teilweise Fichten beigemischt. Durch den Damm der Sorpesee-Randstrasse wird der Bachlauf zu einem kleinen Stillgewässer mit Unterwasser- und Schwimmblatt-Vegetation sowie einem fragmentarischen Großseggenried angestaut, der Bedeutung als Amphibien- und Libellenlebensraum hat.

## Schutzzweck
Laut Landschaftsplan erfolgte die Ausweisung zum:
- „Schutz, Erhaltung und Optimierung großflächiger, naturnaher Buchenwälder und ihrer Lebensgemeinschaften durch naturgemäße Waldwirtschaft mit naturnahen Quellen und Quellbächen aus naturwissenschaftlichen, naturgeschichtlichen, erdgeschichtlichen und landeskundlichen Gründen;“
- „Schutz, Erhaltung und Entwicklung eines großflächigen, naturnahen, biogeographischtypischen Biotopkomplexes mit besonderer Bedeutung innerhalb des regionalen Waldbiotopverbundes;“
- „Schutz, Erhaltung und Entwicklung eines durch ein naturnahes Fließgewässer sowie Bachauenwälder geprägten Siepentales und seiner Lebensgemeinschaften in seiner Funktion als Vernetzungsbiotop.“
- „Das NSG dient auch der nachhaltigen Sicherung von besonders schutzwürdigen Lebensräumen nach § 30 BNatschG und von Vorkommen seltener Tier- und Pflanzenarten.“[1]

## Forstliche Sonderregeln
Auf drei Verbundflächen innerhalb des NSG ist weiterhin Nadelholzanbau mit einem Anteil von maximal 20 % bzw. 30 % zulässig. Außerhalb dieser Verbundflächen mit bis zu 30 % Nadelholz erfolgt der Umbau der Nadelwaldbereiche in Laubholzbereiche unter Zahlung eines angemessenen Ausgleichs. Ein Douglasien-Saatgutbestand im nordöstliche NSG-Bereich genießt Bestandsschutz.